# Hazelwood Park, South Australia
Hazelwood Park är en förort till Adelaide och ligger i City of Burnside i delstaten South Australia. Vid folkräkningen 2016 hade Hazelwood Park 1 874 invånare.